# Javali de Erimanto

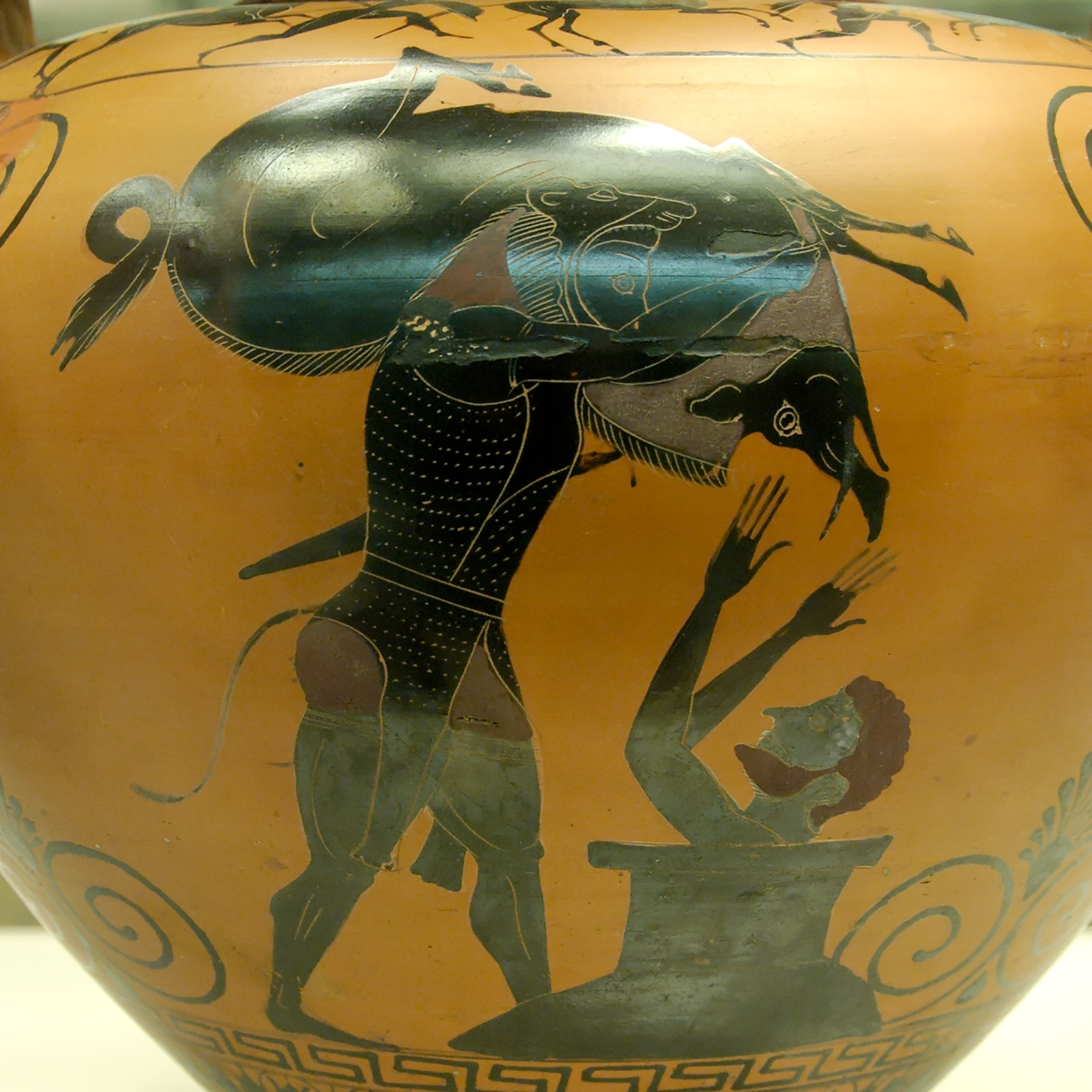
Hércules traz o javali de Erimanto a Euristeu
ânfora ática, séc. VI a.C.

O javali de Erimanto era, na mitologia grega, um monstro terrível que descia todos os dias do monte Erimanto, na Arcádia, para assolar as vizinhanças. No terceiro dos seus famosos doze trabalhos, Héracles recebeu a missão de capturar vivo o javali e trazê-lo até o rei Euristeu.
Héracles, com a força dos seus berros, expulsou a fera de seu esconderijo no topo da montanha, perseguiu-a através da neve que cobria a região e cansou-a até poder ser capturada. Depois disso, Héracles colocou o javali sobre os ombros e levou-o até o palácio de Euristeu, em Micenas. Ao ver o monstro, Euristeu foi tomado de pavor e escondeu-se numa grande ânfora que mantinha no palácio para esconder-se em caso de perigo.